# La rivincita di Roma
La rivincita di Roma (Revenge of Rome) è un romanzo storico di Simon Scarrow ambientato nel 61 d.C., pubblicato in Italia nel maggio del 2025 dalla casa editrice Newton Compton.
È il ventitreesimo romanzo della Eagles of the Empire Series con protagonisti Macrone e Catone.

## Trama

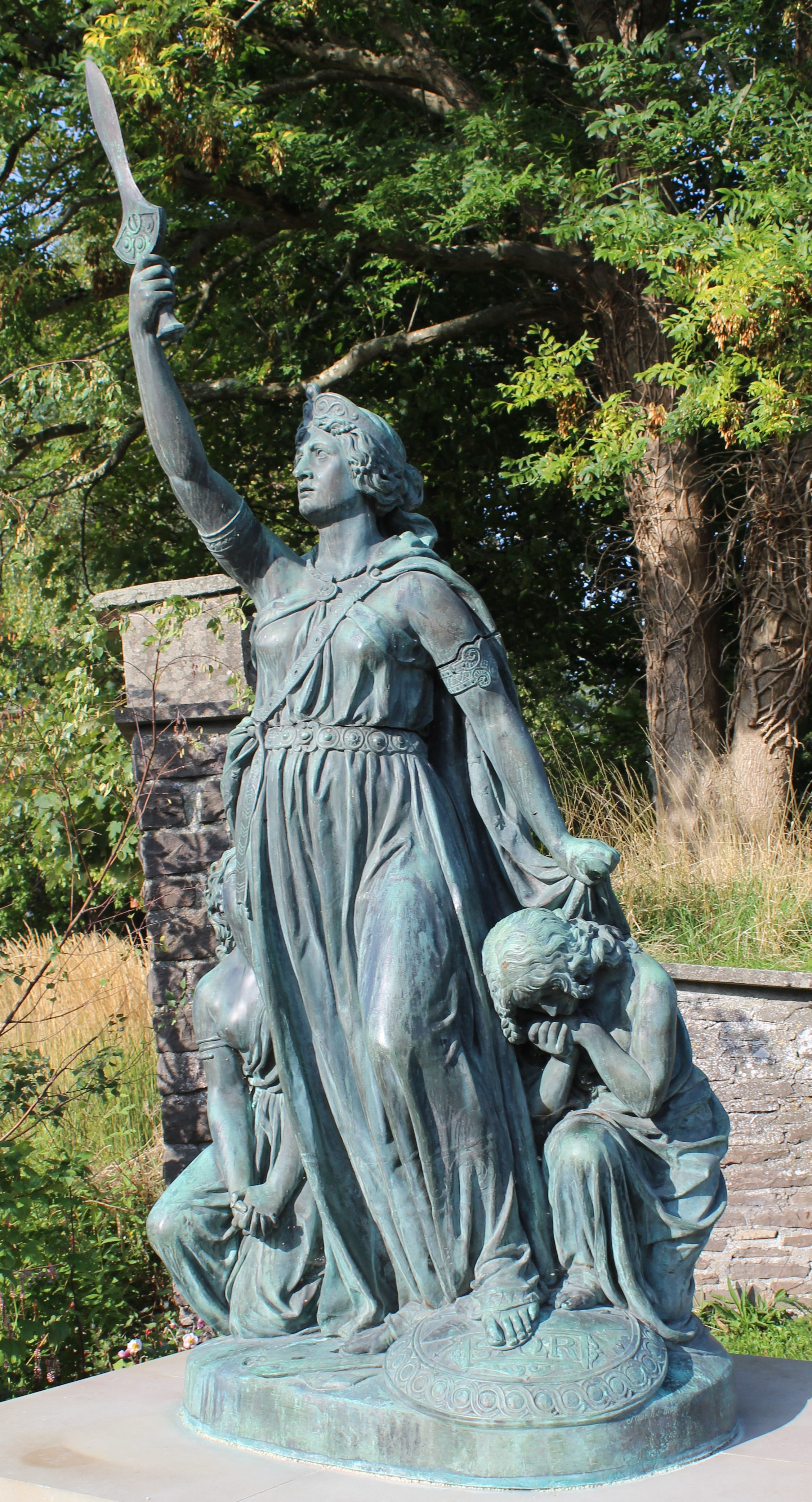
Statua di Budicca con le figlie a Brecon, in Galles.

È il 61 d.C., ottavo anno di regno dell'Imperatore Nerone. L'orda dei ribelli è stata sconfitta dai legionari di Gaio Svetonio Paolino, ma Budicca, con le figlie, Bardea e Merida, il consigliere Sifodubno ed il grosso della sua Guardia del Corpo è riuscita a fuggire dirigendosi verso i territori degli Iceni.

Svetonio ha inviato Catone e Macrone, con gli uomini disponibili dell'Ottava Coorte Illirica, a rastrellare gli insorti fuggiaschi nel territorio dei Trinovanti ed eliminare i capi rivoltosi, oltre che catturare viva o morta Budicca. Come primo compito pianificano la ricostruzione delle mura di Camulodunum, la colonia ormai ridotta in macerie, e nel frattempo con un drappello si recano a nord nel villaggio di Combretovium, per verificare se i residenti sono ancora ostili ai romani. Tasciovano, il capo villaggio, che ha partecipato alla rivolta di Budicca, è morente, ed il figlio Vellocato ne sta facendo le veci. Catone fa curare Tasciovano da Frigeno, il chirurgo della sua coorte, ed il figlio per riconoscenza stringe un patto con Catone inteso a rispettare l'alleanza con i romani in cambio di non considerare gli uomini del suo villaggio come alleati di Budicca.

Catone decide di esplorare la costa fin nel territorio Iceno per verificare dove poter costruire dei fortini. Utilizza la nave mercantile Minerva comandata da Tito Besodio e dopo alcune scaramucce con i nativi durante delle soste, giunge nei pressi del villaggio di Branodunum, in territorio Iceno, qui incontrano il capo del villaggio, Garamagno, vecchio amico di Besodio, e dal quale, in cambio di una bevuta di vino a bordo della nave, riesce a sapere che Budicca sta riorganizzando la ribellione contattando tutti i capi per riformare un esercito. Inoltre viene a sapere che la regina si trova nella località di Lyngomara, di cui non riesce a sapere l'ubicazione ma che vagamente si trova nelle vaste paludi che corrono lungo la costa.
Frattanto Macrone con delle pattuglie sta continuando a perlustrare i territori a confine con quelli degli Iceni, e avvistata una colonna di guerrieri che entra in un piccolo villaggio, comanda la carica con la speranza di annientare facilmente i nemici. Ma appena i romani raggiungono al galoppo le prime capanne del villaggio, scatta un'imboscata con oltre duecento guerrieri guidati da Varibagno, il comandante della guardia del corpo di Budicca. La stessa Budicca partecipa all'assalto e quasi tutti i romani vengono uccisi, con il centurione Tubero ucciso personalmente da Budicca, e solo Macrone con pochi altri che riesce a fuggire.

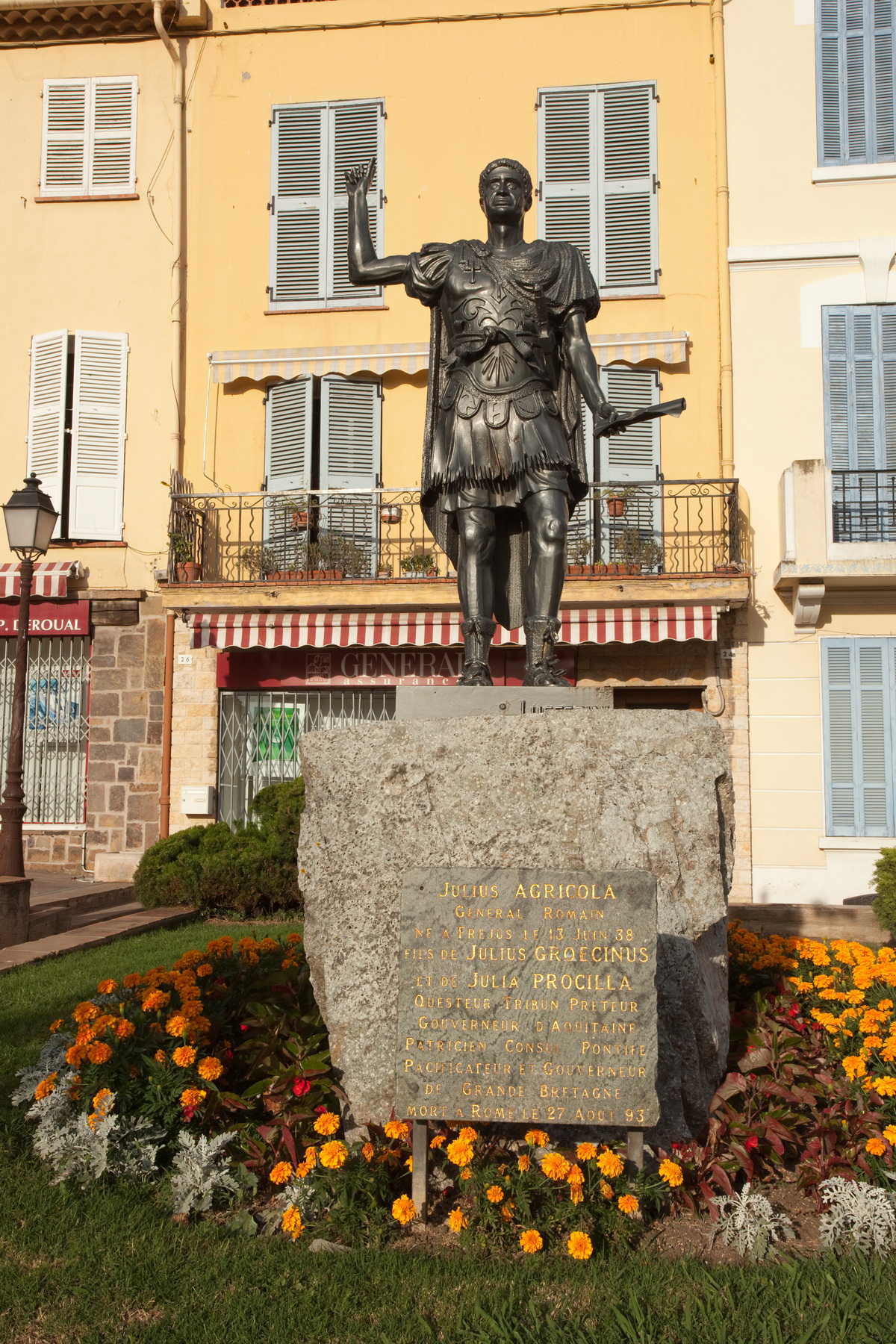
Statua di Agricola, a Frejus in Francia. Il tribuno ventitreenne raggiunge Catone e Macrone a Camulodunum portando loro i rinforzi provenienti dalla Seconda Legione.

Catone e Macrone avendo completato la loro missione a Combretovium, rientrano a Camulodunum, anche perché avendo subito delle perdite devono riorganizzarsi. Appena giunti scoprono che finalmente sono arrivati i rinforzi, guidati dal Tribuno Gneo Giulio Agricola, e provenienti dalla Seconda Legione, ma poiché non sono sufficienti ed in gran parte reclute che devono terminare il periodo di addestramento, Catone assegna il comando a Macrone, con il compito di continuare la ricostruzione di Camulodunum ed addestrare le reclute mentre lui parte per Londinium per recarsi da Svetonio.

Catone giunto a Londinium incontra il Governatore Svetonio a cui chiede rinforzi e con cui pianifica come portare avanti la campagna contro Budicca. Mentre è a Londinium, che è in gran parte ancora devastata e solo parzialmente in ricostruzione, scopre e riabbraccia suo figlio Lucio, la sua compagna Claudia e la moglie di Macrone Petronella, che sono da circa dieci giorni a Londinium essendo ritornati dalla Gallia dopo aver saputo della sconfitta di Budicca e dei rivoltosi.
Catone rientra a Camulodunum dove cominciano ad arrivare i rinforzi promessi da Svetonio, tra cui le coorti guidate dal Prefetto Quadrillo, e gli uomini a disposione di Catone e Macrone superano ormai le quattromila unità. Viene completata la costruzione di un grosso accampamento fortificato appena fuori Camulodunum e Macrone continua incessantemente la formazione delle reclute. Giungono a rinforzo anche Vellocato con un contingente di Trinovanti, tra cui anche il cacciatore e guida esperta Pernocato, che vengono inquadrati in una nuova unità di cavalleria ausiliaria che prende come simbolo un cinghiale. Vellocato però porta anche cattive notizie in quanto Budicca ha fatto assassinare Tasciovano e tutti i membri del villaggio che non la volevano seguire, ed ha quindi portato con se tutto il resto degli abitanti che, anche per timore, hanno nuovamente aderito alla sua ribellione.
Siamo al gennaio del 62 d.C., Catone sta attendendo che finisca l'inverno per poter cominciare le operazioni in territorio Iceno, quando giunge in visita a Camulodunum Svetonio che gli ordina di cominciare il prima possibile le operazioni e la conquista della capitale degli Iceni Venta Icenorum, compresa la cattura viva di Budicca che dovrà essere portata a Roma. Sono giunti infatti da Roma il nuovo procuratore della Britannia, Giulio Classiciano, ed il liberto di Nerone Policlito, entrambi con il compito di verificare la situazione della provincia ed assicurarsi un veloce ripristino della normalità.

Anche se inizialmente contrariato, viste le difficoltà logistiche dovute al periodo ancora invernale, Catone organizza subito il suo esercito e lo fa marciare verso la capitale Icena, che raggiunge ed occupa, anche se ormai ridotta ad un cumulo di cenere da Budicca durante la ritirata, la stessa regina si pone sempre alla guida dei diversi assalti perpetrati alla colonna romana ed alle pattuglie che cominciano a fare la spola con i rifornimenti da Camulodunum a Venta Icenorum. Catone si rende quindi conto che la strategia di Budicca è, oltre a quella di mantenere viva la disputa mediante azioni di guerriglia, la tattica della terra bruciata, infatti ai romani non vengono fatti trovare villaggi intatti e riserve di cibo neanche da raccogliere nei campi abbandonati.
Catone e Macrone, sempre bersagliati dalle azioni di guerriglia dei ribelli di Budicca, riescono a penetrare nel territorio iceno fino al limitare dell'inizio delle grandi paludi. Decidono quindi di tornare a Branodunum per convincere Garamagno ad indicargli la posizione della fortezza di Lyngomara, dove si è asserragliata Budicca. Garamagno inizialmente è restio ma viene convinto da Catone ed accompagna lui e Macrone, assieme al nipote Hardrin, attraverso i canali che percorrono le paludi fino a Lyngomara. Scoperta quindi l'ubicazione della fortezza e valutate le sue dimensioni, uccidono due guerrieri iceni senza farsi scoprire e ritornano all'accampamento romano.
 
La colonna romana attraversa quindi le paludi, superando numerosi trabocchetti ed ostacoli preparati dai ribelli, e giunti in vista della fortezza costruiscono un accampamento. Frattanto Budicca si prepara allo scontro finale e confessa a Bardea, la sua figlia superstite, essendo Merida deceduta poche settimane prima, che il suo vero padre non è il defunto Prasutago ma il centurione Macrone, invitandola nell'ipotesi della disfatta finale di chiedere ai romani di Macrone per tentare di avere salva la vita.

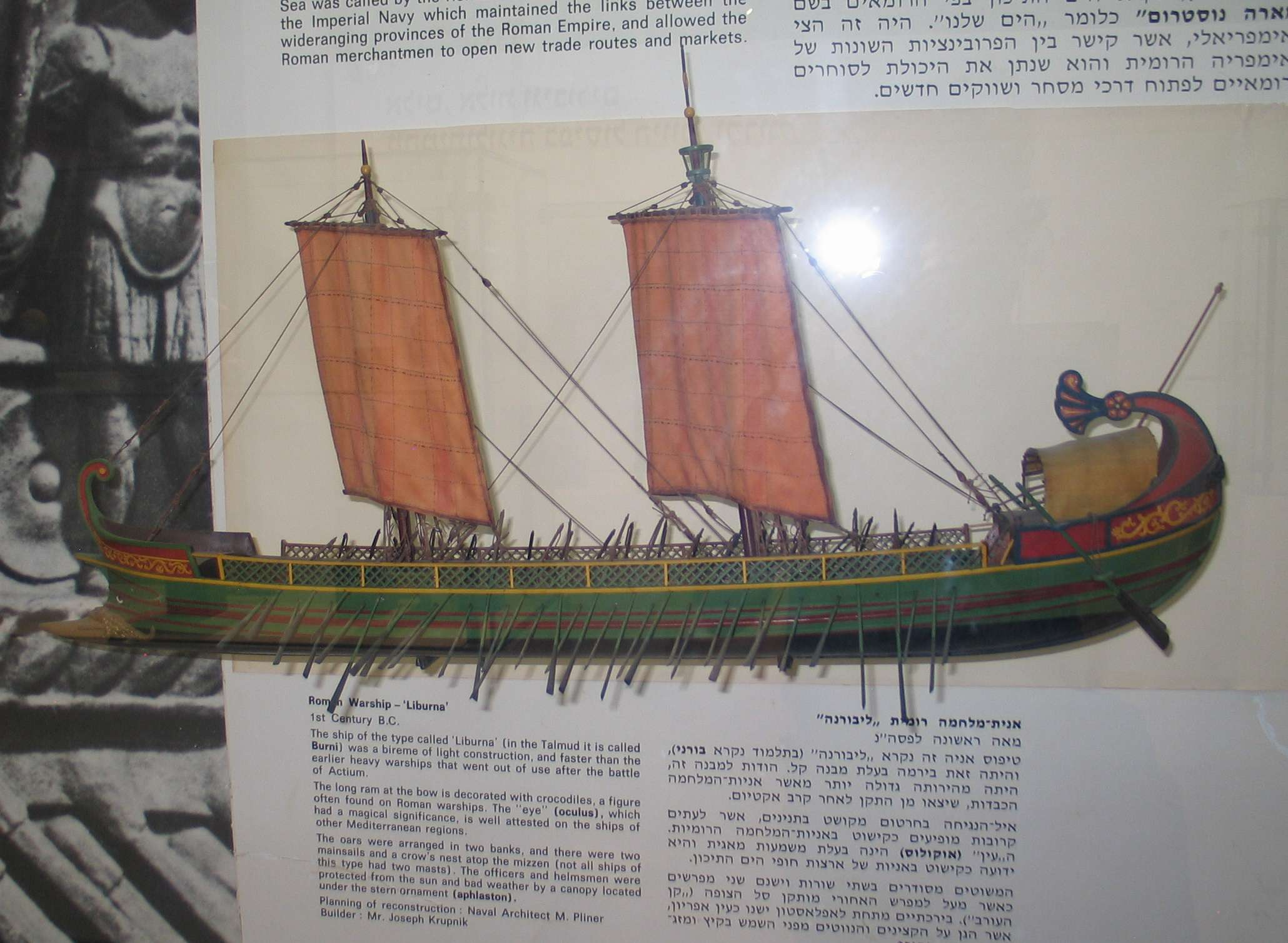
Raffigurazione di una liburna romana. Catone riesce ad utilizzare l'artiglieria presente sulle liburne per assaltare la roccaforte di Budicca.

Saggiata la resistenza dei ribelli Catone decide di far costruire un grosso ariete per sfondare le porte che chiudono l'unico sentiero che porta a Lyngomara. Frattanto sulla costa sono giunte le unità della flotta romana, Catone decide di utilizzare le liburne, con le loro artiglierie, costituite da baliste e catapulte, per eliminare le difese di Lyngomara giungendo da nord. Poiché però il pescaggio delle liburne non permette di avanzare troppo nelle paludi, Catone escogita uno stratagemma per sollevarle permettendo loro di giungere a poche centinaia di metri dalla fortezza ribelle.

Gli uomini di Budicca vengono quindi colti di sorpresa da due fronti, con le macchine d'assedio che martellano da nord e Macrone e Agricola che, da sud, grazie all'ariete irrompono nel bosco sacro antistante a Lyngomara.

Nello scontro finale che segue all'irruzione dei romani a Lyngomara vengono uccisi tutti i ribelli. Budicca prima di essere catturata si suicida e Catone e Macrone in ricordo della vecchia amicizia ne bruciano il corpo e comunicano ufficialmente che non si è trovato e che dei testimoni asseriscono che i ribelli lo hanno fatto affondare nella palude. Macrone trova ancora in vita Bardea, la figlia di Budicca, e la porta con se riferendo si tratti di un ancella.
Terminata quindi la missione Catone e Macrone ricevono i complimenti da Classiciano che nel frattempo è divenuto il nuovo governatore, essendo Svetonio rientrato a Roma con l'accusa di non aver gestito bene la rivolta, e nonostante questi li voglia promuovere ad alte cariche amministrative, rinunciano chiedendo solo di essere congedati dall'esercito e di poter rientrare a Roma. Catone comunica a Macrone che gli darà in disponibilità la sua casa a Roma per poterci vivere con Petronella e Bardea, mentre lui con Lucio e Claudia si ritirerà nella sua tenuta di campagna poco fuori la capitale.

## Personaggi
- Lucio Cornelio Macrone: Centurione veterano, secondo in comando del prefetto Catone.
- Quinto Licinio Catone: Prefetto dell'esercito romano. Comandante dell'Ottava Coorte ausiliaria illirica.
- Nerone: Imperatore Romano dal 54 d.C.
- Gaio Svetonio Paolino: Governatore della Britannia.
- Budicca: Regina degli Iceni.
- Bardea: Figlia maggiore di Budicca.
- Merida: Figlia minore di Budicca.
- Sifodubno: Nobile degli Iceni, cugino e consigliere di Budicca.
- Poppea Sabina: Amante di Nerone.
- Lucio Anneo Seneca: Senatore.
- Otone: Marito di Poppea, che però è stato allontanato venendo nominato governatore della Lusitania.
- Sesto Afranio Burro: Comandante della Guardia Pretoriana.
- Galerio: Centurione anziano della fanteria dell'Ottava Coorte Illirica.
- Tubero: Centurione, comandante del contingente di cavalleria dell'Ottava Coorte Illirica.
- Vellocato: Figlio di Tasciovano.
- Tasciovano: Capo dell'insediamento di Combretovium.
- Tito Besodio: Commerciante, capitano della Minerva.
- Bladoco: Capo dei druidi di Budicca.
- Ganomeno: Capo dell'insediamento di Branodunum.
- Frigeno: Chirurgo dell'Ottava Coorte Illirica.
- Minucio: Fratello minore di Besodio.
- Garamagno: Brigante Iceno.

- Sagito: Marinaio della Minerva.
- Varibagno: Comandante della guardia del corpo di Budicca.
- Gneo Giulio Agricola: Tribuno al seguito del governatore Svetonio.
- Trebonio: Servo del prefetto Catone.
- Elvio: Tribuno, capo degli ufficiali del governatore.
- Claudia Atte: Compagna del prefetto Catone ed ex concubina di Nerone.
- Licinia Petronella: Moglie di Macrone.
- Lucio Licinio: Figlio di Catone e della defunta Giulia, che da poco ha compiuto undici anni.
- Caio Bullo: Legionario.
- Quadrillo: Prefetto dell'esercito romano. Comandante della Quinta Coorte Hispanica di cavalleria.
- Pernocato: Cacciatore e guida al seguito di Vellocato.
- Trasillo: Prefetto dell'esercito romano. Comandante della Decima Coorte ausiliaria gallica.
- Giulio Classiciano: Procuratore, inviato da Roma per riferire sulla situazione in Britannia.
- Policlito: Liberto di Nerone, inviato in Britannia per assicurarsi che la campagna raggiunga i suoi obiettivi.
- Pillato: Centurione, comandante del contingente di cavalleria dell'Ottava Coorte Illirica. Sostituisce al comando il defunto Tubero.
- Torcino: Centurione, comandante della coorte legionaria assegnata all'esercito di Catone.
- Marco Saterlio: Legionario
- Fulminio: Prefetto di una coorte di fanteria.
- Turpillio: Navarca, comandante di uno squadrone navale della flotta con base in Britannia.
- Hardrin: Nipote di Ganomeno.
- Anesca: Nobile iceno, comandante di una banda guerriera.
- Corbulo: Optio dei legionari assegnati all'esercito di Catone.

## Ambientazione
| Anno    | Età Macrone | Età Catone | Ambientazione |
| ------- | ----------- | ---------- | ------------- |
| 61 d.C. | 53 anni     | 36 anni    |               |

## Edizioni
- Simon Scarrow, La rivincita di Roma, traduzione di Valentina Legnani e Valentina Lombardi, collana Nuova Narrativa Newton, Newton Compton, 27 maggio 2025,  p. 384, ISBN 978-88-227-9449-9.

## Analisi
- Rivolta per l'impero è il dodicesimo romanzo della serie Eagles of the Empire ad essere ambientato in Britannia.

- È il nono romanzo, consecutivo, in cui compare il personaggio di Licinia Petronella, moglie di Macrone ed ex balia del figlio di Catone[10].

- È il sesto romanzo in cui compare il personaggio di Budicca. Le precedenti apparizioni risalgono ai romanzi La spada di Roma, Il sangue dell'impero, Per l'onore di Roma, Nel nome di Roma e Rivolta per l'impero.

- È il quinto romanzo, consecutivo, in cui compare il personaggio di Claudia Atte ex amante di Nerone divenuta compagna di Catone[11].

- È il quarto romanzo, consecutivo, in cui compare il personaggio del governatore Gaio Svetonio Paolino[12].

- È il secondo romanzo, consecutivo, in cui compare il personaggio del tribuno Gneo Giulio Agricola. La prima apparizione risale al romanzo precedente Rivolta per l'impero.

- È il secondo romanzo in cui compaiono i personaggi del cacciatore Pernocato e del druido Bladoco. Per entrambi la prima apparizione risale al romanzo Nel nome di Roma. Bladoco è stato protagonista anche nel romanzo Il guerriero, compendio della serie Warrior, dove è il mentore ed educatore di Carataco negli anni che precedono l'invasione romana della Britannia, e quindi per gli argomenti trattati lo si può considerare un prequel di tutta la serie Eagles of the Empire.